# MESSENGER
MESSENGER (MErcury Surface, Space ENvironment, GEochemistry and Ranging – česky „povrch, kosmické prostředí, geochemie a měření Merkuru“; zároveň messenger – posel) byla planetární kosmická sonda NASA k Merkuru, první po 35 letech. Byla vypuštěna v srpnu 2004; po složité trajektorii se dvěma průlety kolem Venuše a třemi kolem Merkuru byla 18. března 2011 úspěšně navedena na jeho oběžnou dráhu. Tím zahájila výzkumný program, původně plánovaný na minimálně jeden rok, který ale trval přes 10 let, během nichž na Zemi poslala přes 277 000 snímků. Po vyčerpání veškerého paliva ukončila svou misi plánovaným pádem na povrch Merkuru dne 30. dubna 2015.

## Popis sondy

### Vědecké vybavení
Sonda nese sedm vědeckých přístrojů:

#### MDIS (Mercury Dual Imaging System)
Obsahuje dvě CCD kamery, jednu širokoúhlou se zorným polem 10,5° a jednu teleskopickou se zorným polem 1,5°. Širokoúhlá kamera obsahuje 12 filtrů, přes které lze pozorovat povrch Merkuru ve vlnových délkách od 400 po 1 100 nm (viditelná a blízká infračervená oblast). Multispektrální snímky z této kamery pomohou vědcům určit různé druhy hornin na povrchu Merkuru. Teleskopická kamera je schopná pořizovat detailní černobílé snímky povrchu s maximálním rozlišením 18 m (u Marineru 10 to bylo 100 m).

#### GRNS (Gamma-Ray and Neutron Spectrometer)
Obsahuje dva spektrometry – gama a neutronový, s jejichž pomocí se získávají informace o chemickém složení Merkurovy kůry.
- První spektrometr detekuje záření gama, které vyzařují jádra atomů na povrchu Merkuru při dopadu kosmického záření. Umožňuje zjistit přítomnost vodíku, hořčíku, křemíku, kyslíku, železa, titanu, sodíku a vápníku, dále pak přirozených radioaktivních prvků jako je draslík, thorium a uran.
- Neutronový spektrometr detekuje rychlé, termální a epitermální neutrony, slouží k detekci vodíku a jiných prvků s nízkým protonovým číslem.

#### XRS (X-Ray Spectrometer)
Rentgenový spektrometr detekuje záření vyvolané dopadem rentgenového záření ze Slunce na povrch Merkuru. Energetický rozsah XRS je 1 – 10 eV a je schopen registrovat přítomnost hořčíku, hliníku, křemíku, síry, vápníku, titanu a železa. Úzké zorné pole (12°) eliminuje možnost ovlivnění detekce rentgenovým zářením hvězdného pozadí.

#### MAG (MAGnetometer)
Magnetometr podrobně zkoumá magnetické pole Merkuru, jeho sílu a rozložení v prostoru jak plošně, tak i výškově. MAG je umístěn na 3,6 m dlouhém ramenu, aby se zabránilo ovlivňování senzoru magnetickým polem sondy. Měření se provádějí po dobu 50 ms každou sekundu s výrazným nárůstem počtu provedených měření v okrajových oblastech magnetosféry.

#### MLA (Mercury Laser Altimeter)
Laserový výškoměr mapuje povrch Merkuru pomocí infračerveného laseru (pracuje na vlnové délce 1 064 nm) s přesností na 30 cm. Společně s RS (Radio Science) pomůže ke studiu gravitačního pole a jádra planety.

#### MASCS (Mercury Atmospheric and Surface Composition Spectrometer)
Obsahuje dva přístroje – spektrometr pracující v ultrafialové a viditelné oblasti (Ultraviolet Visible Specrometer) a spektrograf pro viditelnou a blízkou infračervenou oblast (Visible-Infrared Spectrograph). První z nich zkoumá chemické složení a vlastnosti atmosféry s rozlišením 25 km. Druhý na povrchu zjišťuje přítomnost minerálů obsahujících železo a titan, a to s rozlišením 3 km.

#### EPPS (Energetic Particle and Plasma Spectrometer)

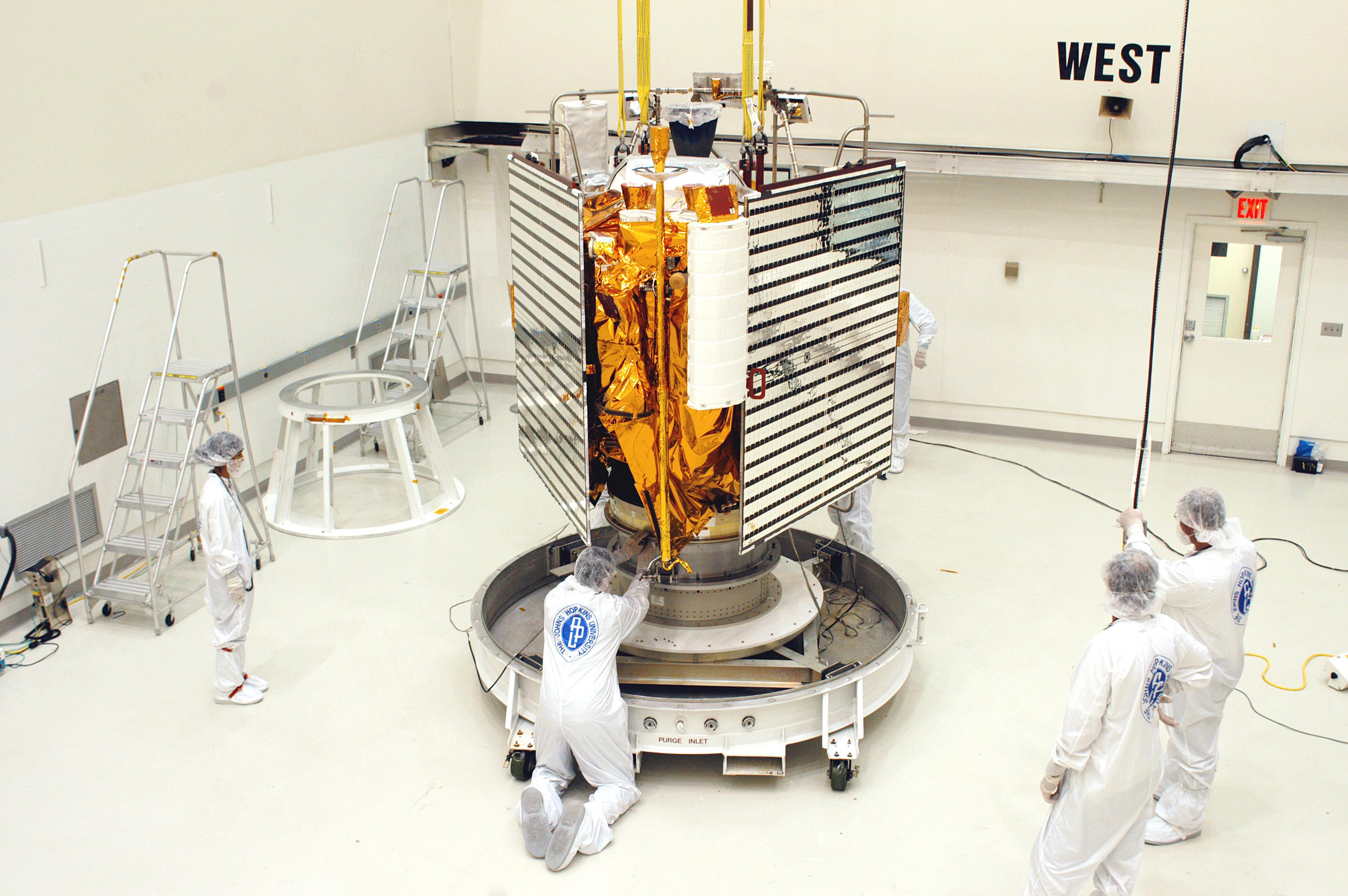
Kompletace sondy ve firmě Astrotech

Spektrometr EPS (Energetic Particle Spectrometer) slouží k detekci částic urychlených v Merkurově magnetosféře. Druhý spektrometr FIPS (Fast Imaging Plasma Spectrometer) slouží ke sledování nízkoenergetických částic přicházejících od povrchu a atmosféry, ionizované atomy unášené slunečním větrem apod.

#### RS (Radio Science)
Tento experiment využívá komunikačního systému sondy pro měření její rychlosti a vzdálenosti od Země. Tyto údaje poslouží k měření gravitačního pole a společně s laserovým výškoměrem LSA k určení velikosti a skupenství Merkurova jádra.

## Průběh mise

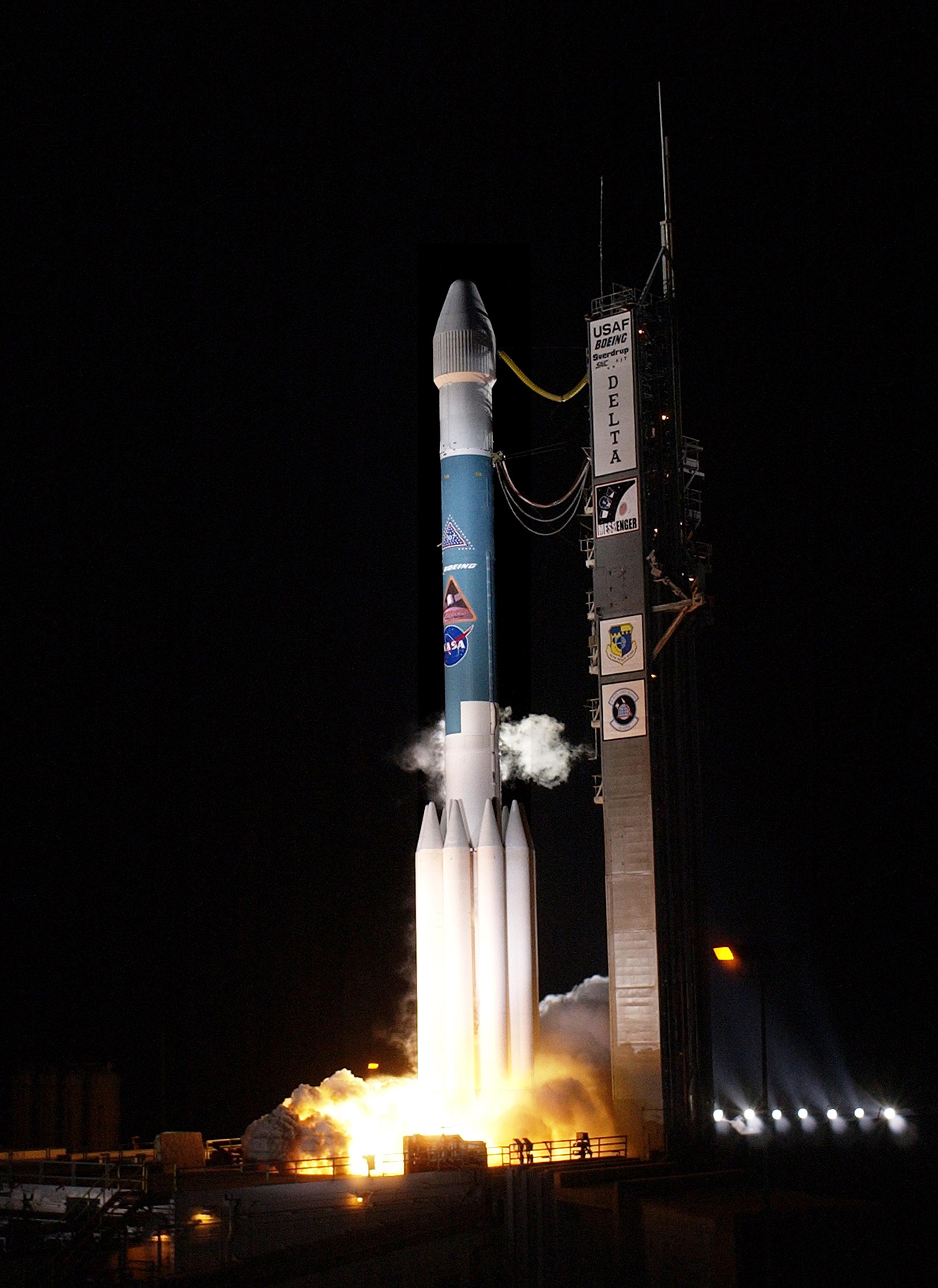
Start rakety Delta 7925H se sondou Messenger

Start sondy MESSENGER proběhl po jednodenním odkladu způsobeném tropickou bouří Alex 3. srpna 2004 v 6:15:56 UT pomocí nosné rakety Delta II 7925H a dvou předchozích odkladech. Příhodná startovací okna se otevírala od 2. do 14. srpna vždy na dobu pouhých 12 sekund.
Protože byla promeškána výhodná startovací okna z března 2004 (devatenáctidenní) a května 2004 (dvanáctidenní) musela být sonda navedena na míň výhodnou dráhu, kvůli které mohla na dráze Merkuru zakotvit až v roce 2011 místo původně plánovaného roku 2009.
Po bezproblémovém startu proběhla aktivace vědeckých přístrojů a kamer, testy užitečného zatížení a několik motorických manévrů, které navedly sondu na správnou trajektorii.

### Průlet kolem Země
Dráha k Merkuru počítala s několika gravitačními manévry u Země, Venuše a Merkuru. První proběhl 2. srpna 2005 u Země a k největšímu přiblížení došlo v 19:13 UT na vzdálenost 2347,5 kilometrů nad středním Mongolskem. Přiblížení k Zemi využili technici na kalibraci přístrojů a testy kamer. Během průletu pořídila širokoúhlá kamera několik stovek fotografií, ze kterých byl později vytvořen film zachycující vzdalující se Zemi. Gravitační působení Země změnilo dráhu sondy tak, že namířila do vnitřních částí sluneční soustavy směrem k Venuši.

### Gravitační manévry u Venuše

Trajektorie dráhy sondy

Další dva gravitační manévry proběhly u Venuše. První setkání proběhlo 24. října 2006 s největším přiblížením v 8:34 UT na vzdálenost 2987,3 kilometrů. V době průletu kolem planety nebyla prováděna žádná vědecká měření, protože se v té době nacházela Venuše z pohledu Země za Sluncem a rádiová komunikace mezi sondou a přijímacími stanicemi byla omezená.
Druhý průlet kolem Venuše se uskutečnil 5. června 2007 ve 23:08 UT na minimální vzdálenost 338,2 kilometrů. Tentokrát proběhly vědecké experimenty a pozorování ve spolupráci s evropskou sondou Venus Express. Bylo pořízeno několik set fotografií planety, atmosféru zkoumal spektrometr, laserový výškoměr a další přístroje sondy. Gravitačním manévrem se sonda dostala na správnou dráhu ke svému cíli – k Merkuru.

### První průlet kolem Merkuru

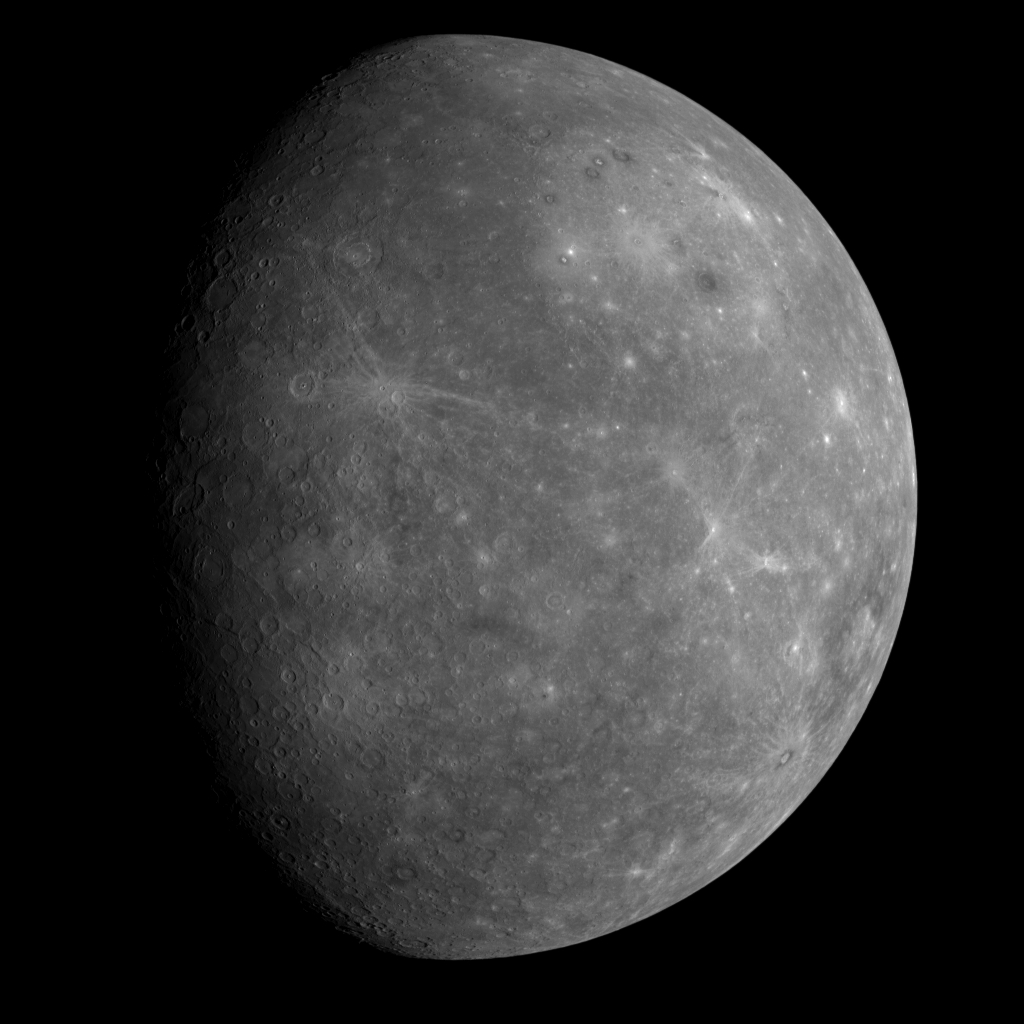
První snímek strany Merkuru, která nebyla spatřena předcházející sondou Mariner 10, ze vzdálenosti 27 000 km

První setkání s Merkurem proběhlo 14. ledna 2008 ve vzdálenosti asi 200 kilometrů. Vědecký tým se na průlet pečlivě připravoval, protože podle výsledků měření se plánovaly další experimenty.
Nejdřív začala snímat přibližující se planetu širokoúhlá kamera. Poté se ve vzdálenosti kolem 38 000 km do měření zapojil spektrometr MASCS (Mercury Atmospheric and Surface Composition Spectrometer) ve viditelné a ultrafialové oblasti, který studoval složení povrchu a hledal případnou atmosféru planety.

### Druhý průlet kolem Merkuru
Druhý průlet se uskutečnil 6. října 2008, při kterém se sonda přiblížila na vzdálenost 200 km od povrchu. Následoval třetí průlet kolem planety (30. září 2009) a ke konečnému navedení na oběžnou dráhu Merkuru došlo 18. března 2011.

### Navedení na oběžnou dráhu kolem Merkuru
Dle plánu NASA se sonda dne 18. března 2011 natočila proti směru svého dosavadního letu a na dobu asi 14 minut zapálila trysky svého největšího motoru. Tímto manévrem se její rychlost zpomalila o 862 m/s, díky čemuž přešla na oběžnou dráhu kolem Merkuru. Po několika dalších korekcích byla tato oběžná dráha upravena na minimálních 200 km a maximálních 15 000 km od povrchu planety s oběžnou dobou 12 hodin. Messenger se tak stal první umělou družicí této planety.
Velká výstřednost dráhy byla zvolena kvůli tomu, aby byla sonda chráněna před teplem vyzařovaným horkým povrchem planety.

### Konec mise
Po vyčerpání paliva se sonda zřítila na povrch planety v blízkosti kráteru Janáček 30. dubna 2015. Během své úspěšné mise obkroužila Merkur 4104krát.

## Pořízené snímky
Počátkem roku 2013 NASA uveřejnila barevné snímky Merkuru pořízené kamerou sondy.